# Constantius I.

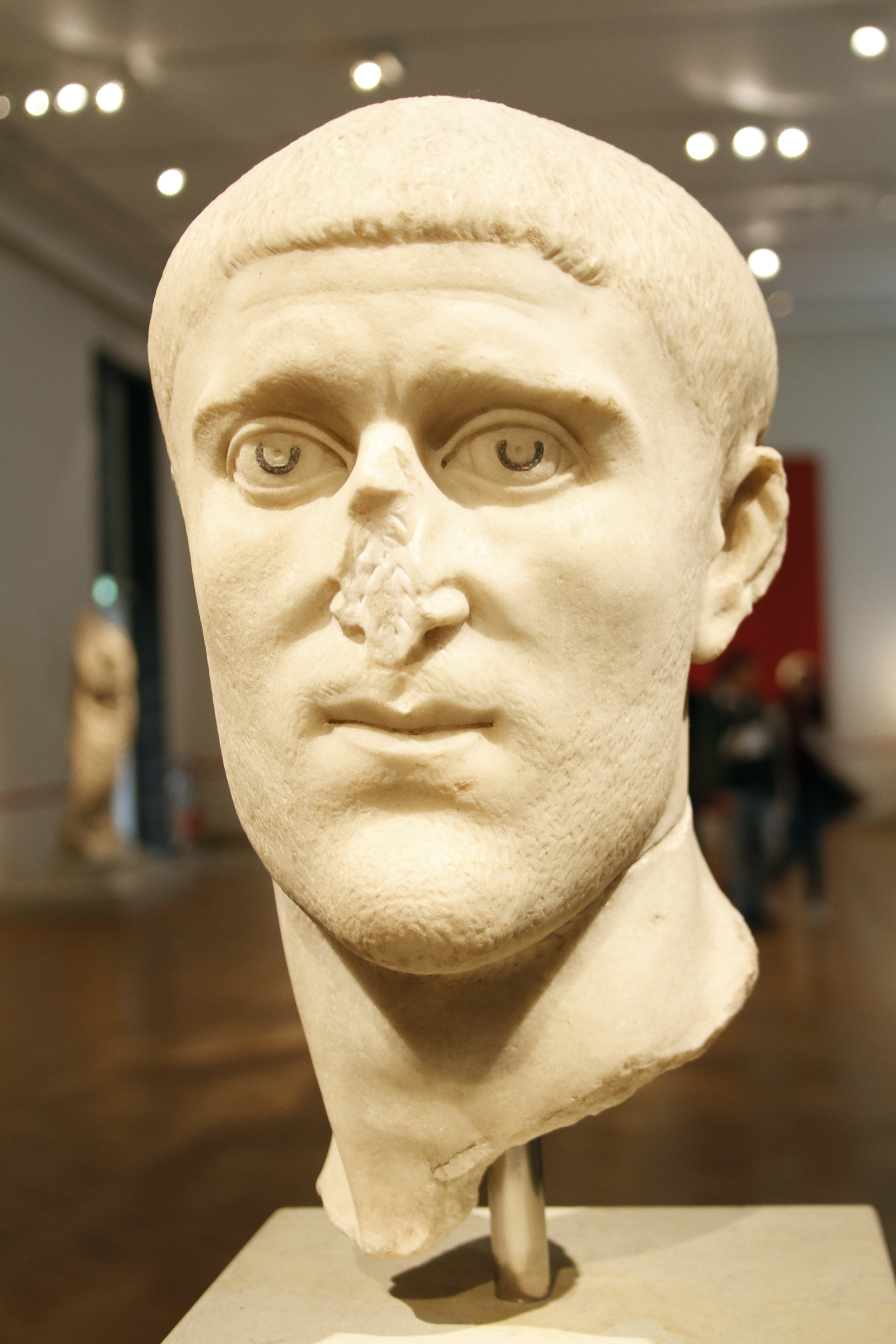
Marmorbüste Constantius’ I. (Altes Museum, Berlin)

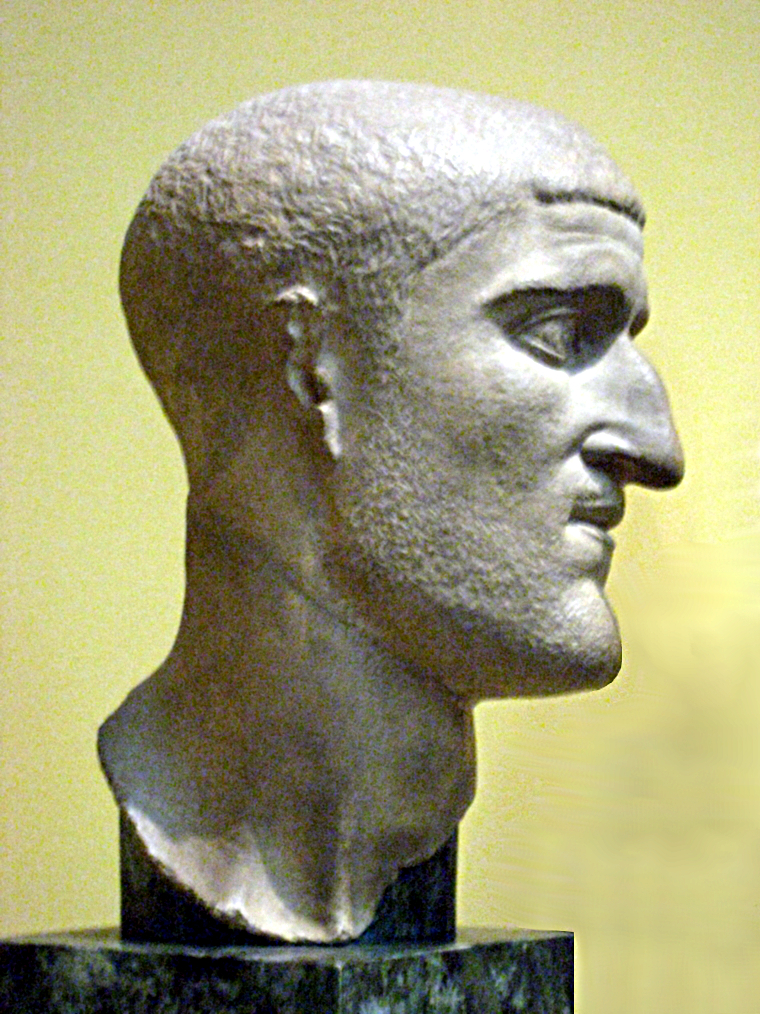
Vervollständigte Kopie der Büste der Antikensammlung Berlin (Puschkin-Museum, Moskau)

Flavius Valerius Constantius (nicht zeitgenössischer Beiname Chlorus „der Grüne, Blasse“; kurz Constantius I.; * um 250; † 306 in Eboracum, heute York) war ein Kaiser der römischen Tetrarchie. Zunächst von 293 bis 305 untergeordneter Caesar, war er in den Jahren 305/306 Augustus im westlichen Reichsteil. Als Kaiser sorgte er vor allem für die Beendigung des Aufstands in Britannien und die Wiedereingliederung des britannischen Sonderreiches unter Carausius und Allectus. Mit seinem Sohn Konstantin begründete er die konstantinische Dynastie.

## Leben

### Aufstieg
In Illyrien geboren, machte Constantius in der Armee Karriere. Dass er vom Kaiser Claudius Gothicus (268–270) abstammte, ist nach vorherrschender Forschungsmeinung eine Legende. Sie wurde wahrscheinlich erst während der Bürgerkriege nach seinem Tod in die Welt gesetzt, um die Legitimität der konstantinischen Dynastie durch Hinzufügung eines kaiserlichen Vorfahren zu vergrößern. Tatsächlich stammte Constantius wohl aus einfachen Verhältnissen und hatte sich, wie viele illyrische Soldatenkaiser, im Heer hochgedient. Die erste gesicherte Tatsache im Leben des Constantius ist seine Beziehung zu Helena. Sie stammte aus sehr einfachen Verhältnissen – Ambrosius von Mailand behauptet sogar, sie sei nur eine Stallwirtin gewesen –, weshalb Constantius sie wahrscheinlich nicht heiratete, sondern in einem langjährigen Konkubinat mit ihr lebte. Sie gebar wohl in den 270er Jahren seinen ersten Sohn, Konstantin. Als Constantius jedoch im Jahr 289 die Möglichkeit bekam, die Stieftochter des Kaisers Maximian, Theodora, zu heiraten, verließ er Helena und zeugte mit seiner neuen Frau weitere Kinder, darunter Julius Constantius, den Vater des Kaisers Julian Apostata. Wahrscheinlich war er um diese Zeit bereits Maximians Prätorianerpräfekt.
Sein Beiname Chlorus taucht erstmals in byzantinischen Quellen auf, wohl zur Unterscheidung von seinem Enkel Constantius II. Trifft der Eindruck zu, den die Münzportraits und die (ihm nicht mit Sicherheit zugewiesenen) Kaiserbüsten vermitteln, so war der anfangs hagere Mann (mit einer charakteristischen Hakennase) gegen Ende seines Lebens fettleibig geworden.

### Caesar

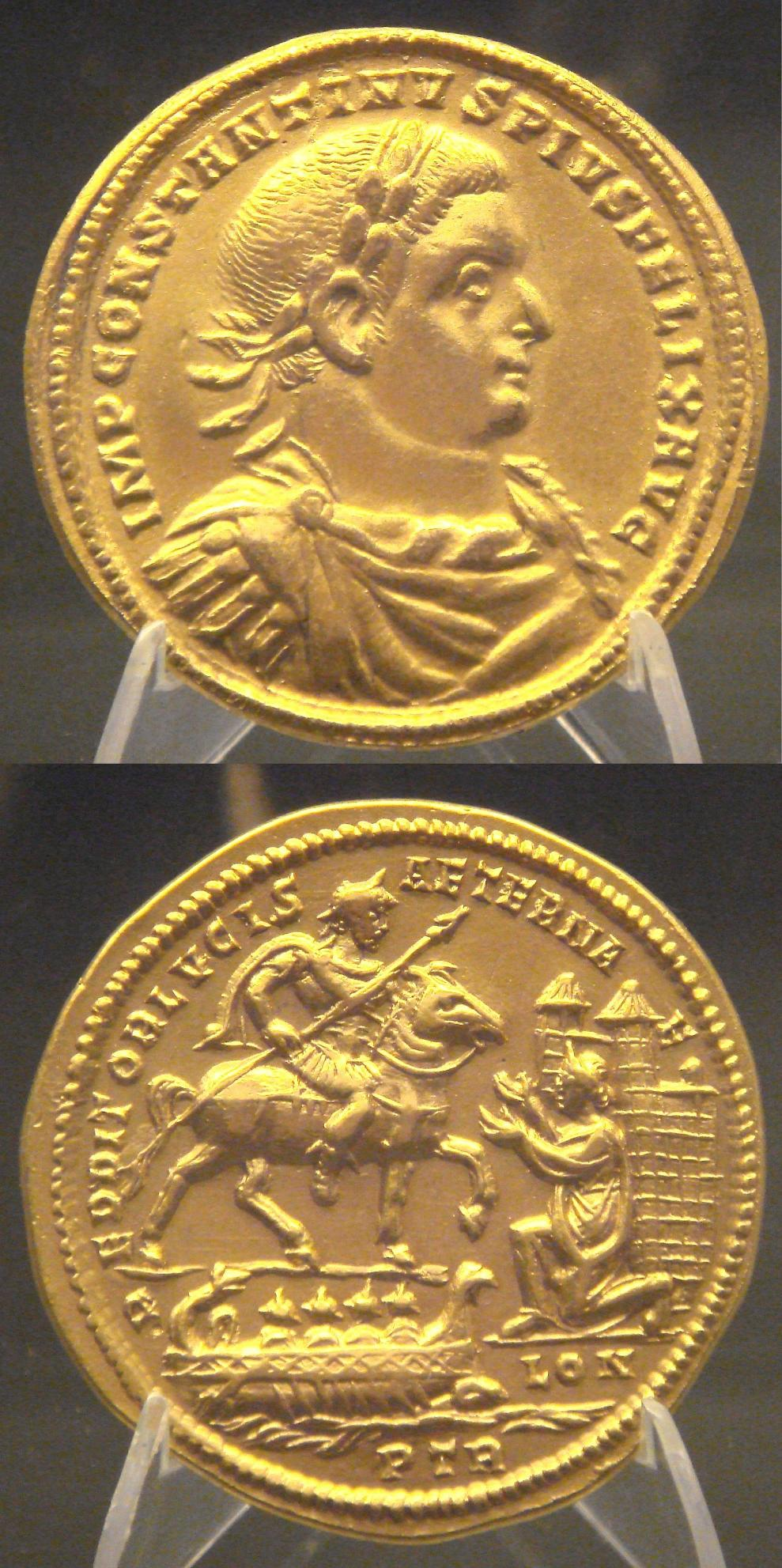
Goldmünze Constantius’ I., geprägt in Trier (297–298), in der Umschrift irrtümlich Constantinus. Darstellung der Befreiung von Londinium (eingeschrieben als Lon) und der Provinz Britannien nach dem Sieg über Allectus (296). Umschrift: Redditor lucis aeternae – „Wiederhersteller des ewigen Lichts“.

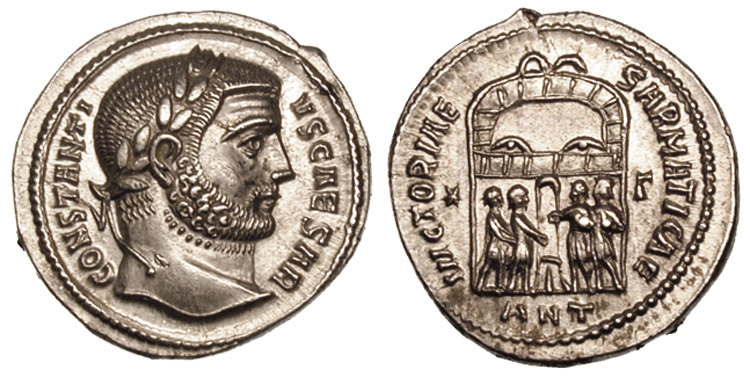
Auf der Rückseite dieses in Antiochia unter dem Caesar Constantius geprägten Argenteus werden die Tetrarchen in einer Opferszene nach dem Sieg über die Sarmaten dargestellt.

Constantius wurde vom Augustus Maximian adoptiert und im Rahmen der Tetrarchie am 1. März 293 zum Unterkaiser (Caesar) ernannt. Als sein Privatsekretär fungierte zu dieser Zeit der gallische Redner Eumenius. Constantius wird in den späteren Quellen recht positiv dargestellt. So schrieb der spätantike Historiker Eutropius über die Politik des Constantius:

„Er war ein außerordentlicher Mann von ungewöhnlicher Güte, der sich um das Wohl der Provinzen und der einfachen Bürger sorgte, statt ausschließlich nur die Interessen des Staatshaushalts zu verfolgen.“

Zu Constantius’ Machtbereich zählten Hispanien, Gallien und Britannien, wobei jedoch ganz Britannien und Teile Nordgalliens zunächst durch die Revolte des Befehlshabers der Classis Britannica, Carausius, seiner Herrschaft entzogen waren. Schon unmittelbar nach seiner Thronbesteigung gelang ihm die Rückeroberung der gallischen Gebiete. Dies führte dazu, dass Carausius ermordet und durch Allectus ersetzt wurde. Die Wiedereingliederung Britanniens in das Imperium konnte von Constantius dagegen erst drei Jahre später bewerkstelligt werden, da zuerst eine neue Flotte gebaut und ausgerüstet werden musste. In der Zwischenzeit besiegte er Franken im Mündungsgebiet des Rheins und siedelte sie als Kolonen in Gallien an. 296 überquerte er schließlich mit zwei Flottenabteilungen den Ärmelkanal, eine unter seiner eigenen, die andere unter der Führung seines Prätorianerpräfekten Asclepiodotus. Dem Letzteren gelang es, mit seinen Schiffen durch den dichten Nebel nahe der Isle of Wight unbemerkt an der britischen Flotte vorbeizugelangen und unbehelligt in Britannien zu landen. Constantius hingegen kam vom Kurs ab und konnte erst an Land gehen, als Asclepiodotus bereits die gegnerische Hauptstreitmacht besiegt und Allectus getötet hatte.
Constantius errang noch mehrere Siege gegen die Germanen: Er führte einen weiteren Feldzug gegen die Franken, in dessen Verlauf er tief in ihr Gebiet vordrang und einige von ihnen nach Gallien umsiedelte. 298 griffen ihn die Alamannen bei Langres an, wobei er verwundet wurde und zunächst hinter die Stadtmauern der nahegelegenen civitas Andemattunum fliehen musste. Einige Stunden später traf jedoch ein großes Entsatzheer ein, das danach angeblich über 60.000 Alamannen niedermachte. Kurz darauf besiegte Constantius ein weiteres Germanenheer bei Vindonissa. Durch neue Festungsanlagen sicherte er die Rheingrenze von Mainz bis zum Bodensee gegen die Angriffe der Germanen.

### Religion
Die 303 ausbrechenden Christenverfolgungen trugen im Machtbereich des Constantius offenbar nicht den blutigen Charakter wie im übrigen Reich. Er beschränkte sich darauf, diese nur aus dem Heer zu entlassen; auch einige Kirchen wurden zerstört, aber es kam angeblich kaum zu Gewalt gegen Menschen. Möglicherweise entsteht dieser Eindruck aber auch deshalb, weil die christlichen Quellen später kein Interesse daran hatten, den Vater Konstantins des Großen zu den Christenverfolgern zu zählen; zudem scheint es in seinem Herrschaftsbereich nur wenige Christen gegeben zu haben. Unter anderem in Britannien sollen aber durchaus einige Christen den Tod gefunden haben. Davon, dass sich Constantius als Caesar dem Verfolgungsbefehl Diokletians offen widersetzt hätte, ist in jedem Fall nicht auszugehen; möglich ist aber, dass er ihn mit wenig Eifer ausführte.
Eine spätere Legende ist dagegen die Behauptung, dass er schon Christen an seinen Hof berufen oder gar selbst schon dem Christentum angehangen haben soll. Constantius selbst war kein Christ, aber vielleicht henotheistisch eingestellt. So war er angeblich ein eifriger Verehrer des Sonnengottes Sol. Diese Ansicht wiederum geht allerdings primär auf die in einem Panegyricus von 307 dargestellte Version der Vergöttlichung des Constantius durch Sol zurück. Diese Version der Apotheose erlaubt aber keinerlei sicheren Rückschlüsse auf die tatsächliche Verehrung des Sonnengottes durch Constantius, für die es ansonsten keine Belege gibt, und ist vielleicht als Ausdruck der Religionspolitik Konstantins des Großen zu verstehen. Dieser beanspruchte für sich selbst nämlich bis 312 (und darüber hinaus) eine besondere Beziehung zu Sol, bevor er das Christentum favorisierte, und behauptete möglicherweise aus diesem Grund, bereits sein Vater habe diesem Gott gedient.
Nach Ansicht vieler heutiger Forscher scheint Constantius nämlich eher ein Hercules-Verehrer gewesen zu sein. Außer mit dem eng mit der tetrarchischen Ideologie verbundenen Hercules wird Constantius zu Lebzeiten noch mit dem Kriegsgott Mars in Verbindung gebracht. Sofern dies nicht einfach nur die offizielle Religionspolitik der ersten Tetrarchie widerspiegelt (was denkbar ist), sondern tatsächlich Rückschlüsse auf den Glauben des Caesar zulässt, so war er, wie viele illyrische Soldaten, ein eher konservativer Anhänger der traditionellen römischen Götter.

### Augustus
Constantius wurde nach dem Rücktritt Diokletians und Maximians am 1. Mai 305 gemeinsam mit Galerius selbst Oberkaiser (Augustus) und nahm dabei offenbar die Stellung desjenigen Herrschers ein, dem im Zweifel das letzte Wort zukam (senior Augustus). Im selben Jahr begann er einen Feldzug gegen die Pikten und Skoten nördlich des britannischen Hadrianswalls, bei dem ihn sein Sohn Konstantin begleitete. Schon im Januar 306 konnte er sich erneut „Britanniensieger“ nennen. Bereits im Jahre 306 (wahrscheinlich Ende Juli) starb Constantius aber in Eboracum (dem heutigen York). Er wurde etwas später in einem Mausoleum in Trier (Augusta Treverorum) bei der heutigen Kirche St. Maximin beigesetzt. Die britannischen Truppen riefen nun seinen Sohn Konstantin zu seinem Nachfolger aus; dies geschah eventuell unter Einflussnahme des Alamannenfürsten Chrocus, der unter Constantius gedient hatte. Die Erhebung Konstantins war der Anfang vom Ende für das von Diokletian erdachte Mehrkaisermodell, das keine dynastische Thronfolge vorsah, welche aber bei den Truppen Zuspruch fand. Ob Constantius seinen Sohn auf dem Totenbett noch selbst mit dem Purpur bekleidet hat, wie Eusebius von Caesarea später schrieb, ist unklar und in der Forschung umstritten.
Das römische Grenzkastell Constantia am Bodensee, bestehend seit dem Anfang des 4. Jahrhunderts, wurde wahrscheinlich nach Constantius benannt und sollte später zur Keimzelle der Stadt Konstanz werden. (Andere Forscher gehen zwar von einer Gründung der Festung um 300 aus, nehmen aber an, der Name leite sich erst von Constantius’ gleichnamigen Enkel Constantius II. ab, der sich 355 am Bodensee aufhielt.)

## Familie
Constantius I. gilt als Begründer der konstantinischen Dynastie (bis 363). Seit etwa 270 lebte er mit der Gastwirtin Helena zusammen, eine Heirat zwischen den beiden ist sehr unwahrscheinlich (siehe oben). Helena gebar Constantius einen Sohn, Konstantin. 289 oder früher heiratete Constantius dann Theodora, die Stieftochter des Tetrarchen Maximian – ein Mittel, um den Zusammenhalt innerhalb der Tetrarchie zu sichern (siehe oben).
Theodora schenkte ihrem Mann insgesamt sechs Kinder: die drei Söhne Julius Constantius, Flavius Dalmatius und Flavius Hannibalianus und die Töchter Constantia, Anastasia und Eutropia. Diese Familiengeschichte hatte eine gewisse Spaltung zwischen dem Familienzweig Helenas bzw. Konstantins und dem der Kinder Theodoras zur Folge. Noch Julian, der Sohn des Julius Constantius, warf Constantius II., dem Sohn Konstantins, nicht ganz zu Unrecht vor, er entstamme einer illegitimen Verbindung, denn sein Vater sei unehelich geboren gewesen und hätte daher gar nicht Kaiser werden dürfen.